# Mistero di via Veneto
Il mistero di via Veneto o omicidio di Christa Wanninger è un delitto commesso il 2 maggio 1963 a Roma in un palazzo in via Emilia, nei pressi di via Veneto, che divenne uno dei casi di cronaca nera che maggiormente attirò l'interesse dell'opinione pubblica italiana nel periodo della Dolce vita.

## Storia
Alle ore 14:30 del 2 maggio 1963 l'aspirante attrice e modella tedesca Christa Wanninger (nata a Monaco di Baviera il 1º dicembre 1940) salì in ascensore per andare al quarto piano di un palazzo in via Emilia, presso l'abitazione della sua amica, coetanea e connazionale Gerda Hodapp, ex ballerina nativa di Aquisgrana, anche lei venuta a Roma a cercare fortuna nel mondo dello spettacolo.
Giunta sul pianerottolo, la ragazza fu raggiunta da undici colpi di coltello e ferita a morte, crollando senza riuscire a bussare alla porta dell'amica, la quale comunque non aprì nonostante le grida d'aiuto della vittima; le urla vennero però sentite da altri condomini, che chiamarono un'ambulanza e la polizia. Wanninger fu dichiarata morta all'arrivo in ospedale.

## Indagini
A coordinare le indagini era il commissario Domenico Migliorini, capo della Squadra mobile di Roma. I poliziotti accorsi sul posto suonarono subito al campanello dell'appartamento di Hodapp. Ella aprì la porta alle ore 14:49 e dichiarò che alla Wanninger, che l'aveva preavvertita per telefono della sua visita, aveva risposto di essere stanca e di non voler pranzare con lei, e che pertanto fino a quel momento stava dormendo e non si era accorta di nulla. Gli inquirenti sospettarono subito di lei, ipotizzando che avesse potuto conoscere l'assassino o aiutato a fuggire.
Sia la portinaia sia altri abitanti dello stabile ricordarono di aver notato un uomo alto e magro, di una trentina d'anni circa e vestito con un completo blu, scendere tranquillamente le scale mentre loro si affacciavano sulla soglia o accorrevano al quarto piano. Il misterioso personaggio divenne il ricercato principale dalla polizia e venne ribattezzato dai media l'uomo in blu. Nella borsetta di Christa Wanninger vennero trovate due agende, mentre altre tre vennero rinvenute nella modesta stanza da lei occupata nella Pensione Leonardi nella vicina via Sicilia, 24: nelle agende erano appuntati numerosi nomi, perlopiù maschili, inclusi quelli di alcuni potenti dell'epoca. I nominativi vennero controllati, ma non portarono a nulla. Sia il convivente di Hodapp - proprietario dell'appartamento dove ella abitava - sia il fidanzato della vittima vennero presto scagionati perché in possesso di alibi certi. Hodapp, accusata di favoreggiamento, fu detenuta a Rebibbia con l'intento di convincerla a parlare ma, non fornendo alcun indizio utile, dopo poche settimane fu rimessa in libertà.
Nel 1964 il giornalista Maurizio Mengoni di Momento-sera ricevette una telefonata anonima da parte di un uomo che dichiarò di essere il fratello dell'assassino e di sapere tutto sul caso, chiedendo cinque milioni di lire in cambio delle informazioni. Mengoni però prese tempo e avvertì i Carabinieri, i quali risalirono a chi stava chiamando da una cabina telefonica di piazza di San Silvestro: era un certo Guido Pierri, un oscuro pittore aversano di 32 anni. In tasca gli fu trovato un coltello simile a quello che aveva ucciso Christa Wanninger, in casa un abito blu e quattro quaderni, in cui Pierri delineava una delirante filosofia superomista e misogina, raccontava i pedinamenti - e pianificava l'omicidio - di diverse donne e, soprattutto, confessava l'assassinio di Wanninger. Infine, per il giorno dell'omicidio Pierri risultava privo di alibi. 
L'artista si difese affermando che le cose scritte nei diari erano mere fantasie d'ispirazione giornalistica, che lui con l'omicidio non c'entrava nulla e che, trovandosi in precarie condizioni economiche, intendeva soltanto fare un po' di soldi approfittando della notorietà del caso. In mancanza di prove certe Pierri venne scagionato dall'accusa di omicidio, mentre per i reati di tentata truffa e porto d'armi abusivo scontò un paio di mesi di carcere e poi beneficiò di un'amnistia. 
Le indagini sembravano ormai su un binario morto. Nel 1971 due giornalisti del settimanale tedesco Quick, spacciatisi per critici d'arte, e poi un cronista di Paese Sera, intervistarono Pierri nella sua casa-atelier di Carrara, mentre nel 1973 l'ex maresciallo dei Carabinieri ed ex addetto stampa del generale De Lorenzo Renzo Mambrini, andato in pensione proprio per potersi dedicare liberamente a una sua indagine parallela sul caso Wanninger, fece pubblicare un suo libro, "Christa", nel quale indicava in Pierri il vero colpevole e depositò un esposto alla Procura di Roma, inducendo gli inquirenti a riaprire il caso.
Oltre alla mancanza di un alibi e agli scritti e ai disegni aggressivamente allusivi, a Pierri venne contestato il fatto di aver descritto, nel suo diario, particolari della scena del crimine mai divulgati dagli inquirenti. Così, nel 1976, venne disposta una perizia psichiatrica sul pittore che risultò affetto da un disturbo schizofrenico; il 5 maggio 1977 fu rinviato a giudizio e nuovamente arrestato con l'accusa di avere ucciso in un raptus la modella tedesca dopo averla pedinata.

## Il processo
Il 10 gennaio 1978 l'imputato viene assolto dalla Corte d'assise per insufficienza di prove, ma il 15 novembre 1985 la Corte d'assise d'appello - contro la richiesta del Procuratore generale, che avrebbe voluto la conferma della sentenza di primo grado - ribaltò tale sentenza e dichiarò Pierri colpevole di omicidio volontario, benché ritenuto totalmente incapace di intendere e di volere al momento del fatto.
Il 15 marzo 1988 la Corte di cassazione confermò la sentenza di appello: Pierri è dunque colpevole dell'omicidio di Wanninger, ma non andrà in carcere, in quanto non imputabile, né in un ospedale psichiatrico giudiziario, perché ritenuto ormai sano e non socialmente pericoloso. L'artista, che nel frattempo si era sposato e aveva avuto una figlia, si è sempre dichiarato sano di mente e innocente, mentre la famiglia Wanninger ha sempre ritenuto che egli, al momento del fatto, fosse mentalmente incapace.
Hodapp, che ha da tempo lasciato l'Italia, non è mai stata inquisita come probabile complice dell'assassino.

## Influenza culturale
Il caso Wanninger resterà, insieme al delitto che coinvolse i coniugi Bebawi, uno dei più emblematici casi di cronaca nera del periodo cosiddetto della dolce vita: se l'omicidio dell'uomo d'affari egiziano Farouk Chourbagi - avvenuto poco più di otto mesi dopo, anch'esso in prossimità di via Veneto - coinvolgerà personaggi di alto rango e principi del foro, l'assassinio della giovane modella tedesca farà puntare i riflettori su un sottobosco di playboy e mantenute, di particine cinematografiche ottenute in cambio di favori sessuali e sogni infranti di una vita migliore.
Al mistero di via Veneto verrà dedicata una puntata della serie Delitti.